# Hrekiwka
Hrekiwka (ukr. Греківка, wcześniej Petriwśke, ukr. Петрівське) – wieś na Ukrainie, w obwodzie ługanskim, w rejonie swatowskim. W 2024 r. mieszkał w nim 1 mieszkaniec.